# Oksehoved (rummål)
Et oksehoved er et rummål, som brugtes i middelalderen.
Det svarede til seks ankre eller, med det metriske system: 226 liter.